# Mugunga
Mugunga ist einer von 19 Sektoren des Distrikts Gakenke in der Nordprovinz von Ruanda.

## Geographie
Der Sektor hat eine Fläche von 29,4 km² und liegt auf einer Höhe von etwa 1540 m. Er unterteilt sich in die sieben Zellen Gahinga, Munyana, Mutego, Nkomane, Rutabo, Rutenderi und Rwamambe. Die West- und einen Teil der Südgrenze des Sektors bildet der Fluss Mukungwa. Dieser mündet in den Nyabarongo, der weiter die Sektorgrenze entlang Richtung Osten fließt. Nachbarsektoren Mugangas sind im Norden Rusasa, im Nordosten Janja, im Südosten Muzo, südlich des Nyabarongo Nyabinoni, südlich des Mukungwa Matyazo und im Westen auf der anderen Seite des Mukungwa Shyira.

## Bevölkerung
Nach Stand der Volkszählung von 2022 liegt die Einwohnerzahl bei 19.963. Zehn Jahre zuvor waren es 19.361, was einem jährlichen Bevölkerungszuwachs von 0,3 Prozent zwischen 2012 und 2022 entspricht.

## Verkehr
Parallel zu den beiden Flüssen Mukungwa und Nyabarongo verläuft innerhalb Mugungas die Nationalstraße 17. Eine District Road geht von dieser im Westen aus Richtung Nordosten. Beide Straßen sind Stand 2022 jedoch nicht asphaltiert.

## Gesundheitswesen
In der Gahinga-Zelle des Sektors befindet sich im Ort Cyinama das Gatonde District Hospital, das am 1. März 2021 gegründet wurde. Es erbringt Gesundheitsdienstleistungen für rund 104.000 Einwohner der fünf Sektoren Busengo, Janja, Muzo, Mugunga und Rusasa des Gakenke-Distrikts.